# TV Río (Ciudad Bolívar)
TV Río es un canal de televisión local ubicado en Ciudad Bolívar, Estado Bolívar, Venezuela
El canal ha usado diversos eslóganes como El Canal de La Capital, La Televisión Bolivarense, El Primer Canal de Bolívar, El Canal de los Bolivarenses.

## Historia
A finales de 1999, el señor Jhonny Masry creó TvRio por iniciativa propia ya que la capital del estado Bolívar, Ciudad Bolívar, no contaba con canales regionales propios, Todos los canales en la ciudad hasta ese momento eran de Caracas de señal nacional y regionales de Ciudad Guayana y Puerto La Cruz
El canal Organiza año a año un teleradio maratón para recolectar juguetes y repartirlos entre los niños de la localidad más necesitados, en una empresa asentada en Ciudad Bolívar. El canal se encarga de transmitir ciertos eventos que ocurren en la ciudad, y cuenta con programas propios y en vivo de entrevista, opinión e historia.
El 22 de mayo de 2014 fue cerrada temporalmente TV Río tras embargo preventivo por un supuesto cúmulo de deudas por concepto de canon de arrendamiento, por parte del presidente del canal, que nunca ocurrió.
TV Río celebró junto a los bolivarenses los 245 años de la fundación de Ciudad Bolívar, realizando el viernes 23 de mayo de 2014 una programación especial, donde se recordó anécdotas, vivencias, comentarios y mucha información de la histórica Angostura.
El 9 de agosto de 2018 debido a un litigio por el local donde actualmente funciona TV Río, la televisora local en Ciudad Bolívar debería desalojar las instalaciones a más tardar el 9 de diciembre, después que firmaran un convenio que da a la televisora un lapso de 120 días para cumplir con el desalojo, pero que aun implicaría el cierre de este medio de comunicación. Los propietarios de TV Río habían alquilado 41 metros cuadrados de local donde actualmente transmiten su señal, luego fueron ampliando sus instalaciones hasta llegar a 600 metros. Como parte del litigio, Masri había acordado la entrega voluntaria de los 41 metros cuadrados; sin embargo, los arrendadores reclaman la propiedad completa.